# ناثان سانفورد
ناثان سانفورد هو محامي وقاضي وسياسي أمريكي، ولد في 5 نوفمبر 1777 في بريدجهامبتون في الولايات المتحدة، وتوفي في 17 أكتوبر 1838 في فلاشينغ ‏ في الولايات المتحدة. نشط حزبياً في الحزب الجمهوري الديمقراطي.

## مناصب
- انتخب عضو جمعية ولاية نيويورك ‏.
- انتخب عضو مجلس الشيوخ الأمريكي [الإنجليزية]‏ عن دائرة New York Class 3 senate seat ‏ خلال فترته النيابية [الإنجليزية]‏ (4 مارس 1829 – 4 مارس 1831).
- انتخب عضو مجلس الشيوخ الأمريكي [الإنجليزية]‏ عن دائرة New York Class 3 senate seat ‏ خلال فترته النيابية [الإنجليزية]‏ (4 مارس 1827 – 4 مارس 1829).
- انتخب عضو مجلس الشيوخ الأمريكي [الإنجليزية]‏ عن دائرة New York Class 3 senate seat ‏ خلال فترته النيابية [الإنجليزية]‏ (14 يناير 1826 – 4 مارس 1827).
- انتخب عضو مجلس الشيوخ الأمريكي [الإنجليزية]‏ عن دائرة مقعد مجلس الشيوخ من الدرجة الأولى في نيويورك ‏ وقد انضم خلال فترته النيابية [الإنجليزية]‏ (4 مارس 1819 – 4 مارس 1821) للكتلة البرلمانية الحزب الجمهوري الديمقراطي.
- انتخب عضو مجلس الشيوخ الأمريكي [الإنجليزية]‏ عن دائرة مقعد مجلس الشيوخ من الدرجة الأولى في نيويورك ‏ وقد انضم خلال فترته النيابية [الإنجليزية]‏ (4 مارس 1817 – 4 مارس 1819) للكتلة البرلمانية الحزب الجمهوري الديمقراطي.
- انتخب عضو مجلس الشيوخ الأمريكي [الإنجليزية]‏ عن دائرة مقعد مجلس الشيوخ من الدرجة الأولى في نيويورك ‏ وقد انضم خلال فترته النيابية [الإنجليزية]‏ (4 مارس 1815 – 4 مارس 1817) للكتلة البرلمانية الحزب الجمهوري الديمقراطي.
- انتخب عضو مجلس ولاية نيويورك ‏.